# Miner's Bowery Theatre
El Miner's Bowery Theatre fue un teatro de vodevil o variedades abierto en el Bowery en Manhattan, Nueva York, en 1878. Fue propiedad del senador Henry Clay Miner.

## Historia
El teatro era conocido por sus métodos de alentar a cualquier persona para subir al escenario y actuar en las noches amateur y, también, por su método de sacar a los malos artistas del escenario jalándolos con un gancho de madera.
Empezando en los años 1890, un bastón de pastor ovejero especialmente preparado se usaba para jalar a los malos artistas y sacarlos del escenario luego de que la gente en el auditorio gritara "Give 'im the hook" ("aplíquenle el gancho") La frase "Give him the hook" se originó, entonces, en el Miner's Bowery Theatre.
El teatro también es conocido por sus audiencias. Los ricos ocupaban los asientos de 70 centavos y los pobres en el piso al que accedían pagando sólo 10 centavos.
El teatro servía cerveza.  El ambiente de la sala era estridente y aquellos con poco talento eran saludados con "abucheos y silbidos". Sin embargo, cuando la audiencia estaba complacida, sus gritos y aplausos literalmente sacudían el techo. La ruda audiencia creaba una atmósfera interactiva donde las personas podían gritarle a los actores.
Los actos en el teatro incluían canto, baile y acrobacias, minstrel, malabaristas y cuartetos de cantantes. Grupos más grandes harían burlesque sobre otros shows musicales.
El teatro fue destruido por un incendio el 8 de agosto de 1929.

## Lista de notables actores en el Miner's Bowery Theatre
- Sam Bernard, comediante de vodevil[1]
- Eddie Cantor, comediante
- Jeremiah Cohan y Helen Cohan, padres de George M. Cohan[1]
- Sam Devere, comediante que imitaba al General Grant, hacía minstrel y banjista[1]
- Lottie Gilson, Comediante[1]
- Thomas Kurton Heath de McIntire and Heath[1]
- William A. Huntley[4] músico, banjista
- James McIntyre de McIntyre and Heath[1]
- Kitty O'Neil, bailarina de teatro de variedades
- Charles J. Ross y su esposa Maybel Fenton, comediantes de vodevil[1]
- Alfred E. Smith[1]
- Jennie Yeamans, antigua niña actriz cantó en los años 1870 y 1880s[1]